# Samuel Gold
Samuel Gold (Kővágóörs, Hungría, 2 de julio de 1835 – Nueva York, 9 de noviembre de 1920) fue un médico, periodista y ajedrecista húngaro.

## Biografía
Samuel Gold nació en el seno de una familia judía en la localidad de Kővágóörs, situada en la rivera del Lago Balatón. Comenzó a jugar al ajedrez con 15 años, en la escuela secundaria. 
En 1857 se mudó a Viena a estudiar medicina, pero enseguida comenzó a dedicarse al ajedrez. Ese mismo año ya publicó críticas y artículos sobre este deporte en el Budapest Vasárnapi Újság y el Wiener Illustrierten Zeitung, y desde 1864 fue redactor de ajedrezen la revista Der Osten y más tarde al mismo tiempo en otras publicaciones y periódicos como el Allgemeinen Sport-Zeitung. 
En 1883 publicó su colección de 200 Ejercicios de Ajedrez.
Desde 1887 fue en Viena el profesor de ajedrez del posteriormente campeón mundial Carl Schlechter.
En 1892 viajó a América y ya no regresó a Europa. Escribió de ajedrez para el New York Sun, periódico hoy en día desaparecido.